# Norosí
Norosí es un municipio de Colombia, situado al sur del departamento de Bolívar. Fue un corregimiento de Ríoviejo hasta 2007, año que fue elevado a la categoría de municipio.

## División Político-Administrativa
Aparte de su Cabecera municipal. Norosí tiene bajo su jurisdicción los siguientes Centros poblados:
- Buena Seña
- Casa de Barro
- Las Nieves
- Mina Brisa
- Mina Estrella
- Olivares
- Santa Elena
- Villa Ariza

## Historia
Norosí desde su fundación en fecha desconocida, fue corregimiento del municipio de Simití, Olaya Herrera, Morales y por último de Río Viejo.  El 20 de diciembre de 2007 fue proclamado nuevo municipio del departamento de Bolívar, después de un largo proceso de trabajo por parte de la comunidad que se aquejaba del olvido del cual habían sido objeto por los anteriores municipios.

## Geografía

### Ubicación
Norosí se encuentra localizado al norte del país y al sur oriente del departamento de Bolívar. El municipio se encuentra en la cercanía de la Serranía de San Lucas y a orillas de la Quebrada Norosí.

### Límites
Limita al norte con el municipio de Tiquisio y en los demás puntos cardinales con el municipio de Río Viejo.
|                 | Norte: Rioviejo |                |
| Oeste: Tiquisio |                 | Este: Rioviejo |
|                 | Sur: Rioviejo   |                |

### Hidrografía
En el área municipal encontramos quebradas que forman forman parte de la red hídrica del Magdalena, tales como la de Buena Seña, la de san Pedro, la de la Coroza, la Azulita y otro muchos arroyos y caños al igual que los playones de El Cristal y El Playoncito de Piloto.

## Estructura organizacional municipal
| Norosí       | Norosí      | Norosí                     |
| Departamento | Código DANE | Categoría municipal (2023) |
| ------------ | ----------- | -------------------------- |
| Bolívar      | 13490       | Sexta                      |

- Personería: Es un centro del Ministerio Público de Colombia que ejerce, vigila y hace control sobre la gestión de las alcaldías y entes descentralizados; velan por la promoción y protección de los derechos humanos; vigilan el debido proceso, la conservación del medio ambiente, el patrimonio público y la prestación eficiente de los servicios públicos, garantizando a la ciudadanía la defensa de sus derechos e intereses.

- Concejo Municipal: Es la suprema autoridad política del municipio. En materia administrativa sus atribuciones son de carácter normativo. También le corresponde vigilar y hacer control político a la administración municipal. Se regulan por los reglamentos internos de la corporación en el marco de la Constitución Política Colombiana (artículo 313) y las leyes, en especial la Ley 136 de 1994 y la Ley 1551 de 2012.

Constituido por 11 concejales por un periodo de 4 años.
- Alcaldía Municipal: En esta se encuentra la administración municipal y las entidades descentralizadas del municipio.

El Alcalde se pronuncia mediante decretos y se desempeña como representante legal, judicial y extrajudicial del municipio. El actual Alcalde municipal es Wilberto Fonseca Arbeláez (2024-2027), elegido por voto popular.
- JAL.

## Servicios públicos
- Energía Eléctrica: Afinia, del grupo EPM, es la empresa prestadora del servicio de energía eléctrica.
- Gas Natural: Surtigas es la empresa distribuidora y comercializadora de gas natural en el municipio.